# Église Saint-Pierre de Pontlevoy
Pour les articles homonymes, voir Église Saint-Pierre.
L'église Saint-Pierre est une église catholique, et romane située à Pontlevoy, en France. Son toit est fait de pierres. L'église, qui se trouve englobée dans les terrains de l'abbaye, a dû précéder l'abbatiale actuelle, construite au XVe siècle. Une inscription dans le croisillon nord de l'église fait remonter au XIe siècle la fondation de la chapelle dédiée à saint Jean-Baptiste. Le chœur et une grande partie du transept ont été refaits au XVe siècle. La nef actuelle date de 1862. La partie la plus ancienne comprend le transept, avec son absidiole, le chœur et le clocher qui s'élève sur la croisée du transept. Dans l'angle du chœur et du croisillon sud s'élève une tour d'escalier polygonale du XVe siècle, conduisant au clocher.

## Localisation
L'église est située dans le département français de Loir-et-Cher, sur la commune de Pontlevoy.

## Historique
L'édifice est inscrit au titre des monuments historiques en 1962.